# Fegefeuer (1953)
Fegefeuer (Originaltitel: Miss Sadie Thompson) ist eine US-amerikanische Verfilmung von W. Somerset Maughams Erzählung Miss Thompson aus dem Jahr 1953. Unter der Regie von Curtis Bernhardt ist Rita Hayworth in der Hauptrolle zu sehen.

## Handlung
Das Schiff, das die Amerikanerin Sadie Thompson von Honolulu nach Neukaledonien bringen soll, wird unter Quarantäne gestellt. Vor einer feuchtheißen Südseeinsel geht es schließlich vor Anker. Die dort stationierten Marinesoldaten sind mehr als erfreut, als die attraktive Sadie den Landesteg betritt. Sogleich bieten sie ihr an, sie in das nächste Dorf zu bringen und dafür zu sorgen, dass sie dort eine Unterkunft erhält. Ebenfalls angekommene Passagiere sind entrüstet über Sadies frivoles Benehmen im Umgang mit den Soldaten. Am meisten ereifert sich Reverend Alfred Davidson. Als Sohn eines ehemaligen Missionars gefällt er sich in der Rolle des religiösen Fanatikers, der jegliches Vergnügen als Sünde empfindet. In Sadie sieht er geradezu eine Gefahr für Sitte und Ordnung. Seine Anspielungen auf ihre wohl zweifelhafte Vergangenheit weist die ehemalige Nachtclubsängerin jedoch entschieden zurück.
Sadie ist dennoch beunruhigt über Davidsons Anschuldigungen, da sie inzwischen dem Sergeanten O’Hara nähergekommen ist und mit ihm in Sydney ein neues Leben anfangen will. Sie fürchtet, O’Hara könne Davidson zu sehr Glauben schenken und deshalb die Beziehung beenden. Davidson hat derweil Nachforschungen angestellt und herausgefunden, dass Sadie in San Francisco, wo sie Zeugin einer Messerstecherei wurde, von der Polizei gesucht wird. Nun hetzt er den Gouverneur der Insel gegen sie auf. Nachdem auch O’Hara davon erfahren hat, kommt es zwischen ihm und Sadie zum Streit. Auf seine Vorwürfe hin wird Sadie hysterisch und beginnt, ihren früheren Lebenswandel maßlos zu übertreiben.
In der darauffolgenden Zeit scheint Sadie ein vollkommen anderer Mensch geworden zu sein. Sie fügt sich Davidsons Forderungen auf schlichte Kleidung und zurückhaltendes, reuiges Verhalten. O’Hara indes erkennt sie nicht wieder und bekennt nun seinerseits, nie ein Engel gewesen zu sein. Als er Sadie vorschlägt, sie auf einem Frachtdampfer in die Freiheit zu schmuggeln, lehnt sie dankend ab. Sie will nicht länger vor ihrem Schicksal davonlaufen, seit Davidson sie mit Hilfe der Bibel bekehrt habe. Dieser ist von der Idee besessen, Sadies Seele gerettet zu haben, aber gleichzeitig auch von ihrer Schönheit fasziniert. Entgegen seinen eigenen Moralvorstellungen lässt er seinen Trieben freien Lauf, als er sich an Sadie vergeht. Als er sich seiner schrecklichen Tat bewusst wird, flüchtet er sich in den Freitod. Bevor Sadie die Nachricht von Davidsons Tod überbracht wird, ist sie wieder wie früher: frech, zynisch und um kein Wort verlegen. Der Tod Davidsons stimmt sie dennoch nachdenklich. Sie verlässt die Insel und will an der Seite von O’Hara ein neues Leben beginnen.

## Hintergrund

### Vorlage
Fegefeuer basiert auf W. Somerset Maughams Kurzgeschichte Miss Thompson (Rain, 1921). Die ursprünglich provokante Geschichte über Sünde und Erlösung wurde für den Film der Zensur wegen entschärft und mit Musik- und Tanzeinlagen versehen. Im Zuge dessen wandelte man die Figur der Sadie von einer Prostituierten in eine Nachtclubsängerin um, während man aus dem unmoralischen, sadistischen Priester Alfred Davidson einen religiösen Heuchler und Fanatiker machte. Dennoch meinten viele konservative Stimmen in den Vereinigten Staaten, dass der Film und vor allem die Tanzszene zu dem Song The Heat Is On zu anstößig und unmoralisch seien und deshalb aus dem Verkehr gezogen werden sollten. Autor Maugham war hingegen von Rita Hayworths Sadie angetan und bescheinigte ihr, die Rolle bis dahin am besten gespielt zu haben. Zuvor war die Geschichte der Sadie Thompson bereits auf der Bühne mit Jeanne Eagels inszeniert und mit Gloria Swanson (… aber das Fleisch ist schwach, 1928) und Joan Crawford (Rain, 1932) verfilmt worden.

### Verfilmung in 3D

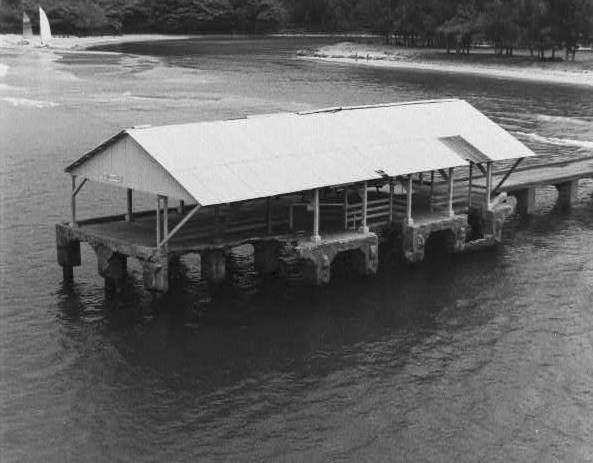
Der Hanalei Pier auf Kauaʻi, der Drehort von Sadie Thompsons Ankunft und Abfahrt

Anfang der 1950er Jahre, als das Fernsehen zum großen Konkurrenten des Kinos avancierte, kamen 3D-Filme groß in Mode, mit denen die US-amerikanischen Filmstudios versuchten, schwindenden Umsätzen entgegenzuwirken. Als Rita Hayworth nach einer vierjährigen Abstinenz von der Leinwand durch ihre Ehe mit Prinz Aly Khan nach Hollywood zurückkehrte und mit Affäre in Trinidad (1952) und Salome (1953) zwei finanziell sehr erfolgreiche Filme ablieferte, entschloss sich ihr Studio Columbia Pictures, ihr nächstes Projekt sowohl in Technicolor als auch in 3D zu drehen. Während die Innenaufnahmen in den Studios von Columbia gedreht wurden, entstanden die Außenaufnahmen auf Kauaʻi, Hawaii.
Fegefeuer wurde als 3D-Film am 23. Dezember 1953 in New Yorks Capitol Theatre uraufgeführt. Zu dieser Zeit war jedoch das Interesse an 3D-Filmen bereits gesunken, sodass nach zwei Wochen nur noch die normale zweidimensionale Version des Films in den Kinos gezeigt wurde. Der Film sagte jedoch auch ohne 3D sowohl den Kritikern als auch dem Publikum zu, gleichwohl er nicht an den finanziellen  Erfolg von Affäre in Trinidad und Salome heranreichen konnte. Am 10. September 2006 wurde der Film bei der World 3-D Expo in Grauman’s Egyptian Theatre in Hollywood nach vielen Jahren erstmals wieder öffentlich in 3D gezeigt. In Deutschland kam der Film, in dem Charles Bronson in einer kleinen Nebenrolle noch unter seinem ursprünglichen Namen Charles Buchinsky auftrat, erstmals am 13. August 1954 in die Kinos. Im Jahr 2003 erschien er auf DVD.

## Musik- und Tanznummern
Wie in all ihren Filmen wurde Hayworth in Fegefeuer bei den Gesangseinlagen synchronisiert, in diesem Fall von Jo Ann Greer.
- A Marine, a Marine, a Marine (Lester Lee/Allan Roberts)
- Hear No Evil (Lee/Ned Washington)
- The Heat Is On (Lee/Washington)
- Blue Pacific Blues (Lee/Washington)

## Kritiken
Die Kritiker zeigten sich in erster Linie von Rita Hayworths Interpretation der Sadie Thompson positiv überrascht. „Ich hätte nie gedacht, dass ich einmal den Tag erleben würde, an dem Rita Hayworth José Ferrer an die Wand spielt“, so Jesse Zunser vom Cue Magazine. Genau das jedoch sei es, was Hayworth „in dieser entschärften Version von Somerset Maughams klassischer Kurzgeschichte“ erreicht habe. Sie zeige hier „ihre wahrscheinlich beste darstellerische Leistung“. Auch die Technicolor-Farben seien „umwerfend“. Laut Edwin Schallert von der Los Angeles Times habe Rita Hayworth in Fegefeuer ohne Zweifel „ihre herausragendste Darstellung“ abgeliefert. Einiges davon sei „sehr gutes Schauspiel, das mit ernsthaften Dialogen frühere Leistungen des Stars überstrahlt“.
Variety meinte, dass Hayworth den Geist ihrer Rolle „gut“ eingefangen habe und ihr dabei nicht einmal der mangelnde Glamour im Bezug auf das Make-up, die Kostüme und die Kameraarbeit im Weg stehe, was nötig gewesen sei, „um ihre äußere Erscheinung der verdorbenen und anrüchigen Figur der Sadie Thompson anzupassen“. Auch The Hollywood Reporter lobte die „erstaunlich gute Darbietung von Rita Hayworth, die mit Feuer und Überzeugungskraft Sadie voll und ganz glaubwürdig macht“.
Craig Butler vom All Movie Guide befand rückblickend, dass José Ferrer im Film den Eindruck erwecke, nicht voll und ganz bei der Sache zu sein, und Aldo Ray „einfach unglaubwürdig“ sei. So sei es an Rita Hayworth, die „in großartiger Form“ sei, „den Film mit ihrer Anziehungskraft, Persönlichkeit und Sinnlichkeit zu tragen“. Dies komme am besten bei den Musik- und Tanznummern zur Geltung, besonders bei The Heat Is On, „einer der erotischsten Tänzeinlagen“, die man auf der Leinwand zeigen könne. Wenn man Hayworth als Zuschauer die Chance gebe, „die Leinwand in Brand zu setzen“, mache sie genau das. Das erhebe den Film zwar nicht zu „großer Kunst“, lasse ihn jedoch „unvergesslich“ werden. Der Filmkritiker Leonard Maltin attestierte Hayworth „eine provokative Vorstellung“. Für das Lexikon des internationalen Films war Fegefeuer ein „in Farbgebung und Atmosphäre meisterhaft gestaltetes Leidenschafts-Melodram mit musikalischen Einlagen“.

## Auszeichnungen
Bei der Oscarverleihung 1954 waren Lester Lee und Allan Roberts mit Blue Pacific Blues für den Oscar in der Kategorie Bester Song nominiert. Sie mussten sich jedoch Sammy Fain und Paul Francis Webster geschlagen geben, die für das Lied Secret Love aus Schwere Colts in zarter Hand ausgezeichnet wurden.

## Deutsche Fassung
Die deutsche Synchronfassung entstand 1954 in Berlin.
| Rolle                    | Darsteller      | Synchronsprecher      |
| ------------------------ | --------------- | --------------------- |
| Sadie Thompson           | Rita Hayworth   | Gisela Trowe          |
| Reverend Alfred Davidson | José Ferrer     | O. E. Hasse           |
| Sgt. Phil O’Hara         | Aldo Ray        | Horst Niendorf        |
| Dr. Robert MacPhail      | Russell Collins | Alfred Balthoff       |
| Joe Horn                 | Harry Bellaver  | Wolf Martini          |
| Gouverneur               | Wilton Graff    | Siegfried Schürenberg |
| Pvt. Giggs               | Henry Slate     | Clemens Hasse         |
| Pvt. Hodges              | Rudy Bond       | Heinz Giese           |
| Pvt. Edwards             | Charles Bronson | Harald Juhnke         |